# Мирний В'ячеслав Васильович
Мирний В'ячеслав Васильович — український науковець-маркшейдер, кандидат технічних наук, доцент Донецького національного технічного університету. Член Донецького відділення НТШ з 1997 р.
Коло наукових інтересів: наукові дослідження, пов'язані з вдосконаленням методики маркшейдерських робіт.

## Біографія
Народився 28 березня 1938 р. у селищі Ольгинка Донецької області. Після середньої школи (1955 р.) закінчив з відзнакою Донецький політехнічний інститут (1960 р.) за спеціальністю «Маркшейдерська справа».
Вся трудова діяльність пов'язана з ДонНТУ. Ст. інж., керівник маркшейдерської експедиції НДЧ (1960–1963), аспірант (1963–1969), канд. техн. наук (1968), доцент (1969–1979), завідувач (1979–2001), професор цієї кафедри з 2001 р., чл.-кор. Академії гірничих наук України (1997).
В 1995 р. його, як представника від України, було обрано членом президії Міжнародного товариства з маркшейдерської справи (ISM — International Society for Mine Surveying).

## Науковий доробок
Створив єдиний в Україні полігон з точністю лінійних елементів 1:1000000 для еталонування елек-
трооптичних і радіовіддалемірів, які вперше в країні застосував для створення планових обґрунтувань кар'єрів.
Значний внесок зробив у викладення дисципліни «Гірнича геометрія». Співавтор навчальних видань з грифом Мінвузу України, зокрема підручника для вузів «Маркшейдерское дело» (1981) і навчальних посібників «Проекції, які застосовуються в геометрії надр і маркшейдерській справі» (1993) та «Проекції в маркшейдерії» (1994). За підручник «Маркшейдерское дело» йому у складі колективу авторів(8 співробітників кафедри) у 1985 р. була присвоєна Державна премія України в галузі науки і техніки. Співавтор і співрозробник першого українського маркшейдерського нормативного видання «Маркшейдерські роботи на вугільних шахтах та розрізах. Інструкція» (2001). Співавтор (автор маркшейдерської тематики) видань «Гірничий енциклопедичний словник» т.1 (2001), т.2 (2002), т.3 (2004) і «Мала гірнича енциклопедія» т.1 (2004), т.2 (2007).

## Нагороди і відзнаки
Лауреат Державної премії України (1985). Нагороджений знаками «Шахтарська слава» І, ІІ і ІІІ
ступенів та відомчими нагородами.